# Alice Roberts
Alice Roberts (Bristol, 19 de maig de 1973) és una antropòloga, metgessa, anatomista, física, arqueòloga i paleopatòloga britànica, coneguda per la seva experiència en comunicació científica.

## Biografia
Filla d'una antiga professora d'anglès i d'un enginyer aeronàutic, Alice Roberts va néixer el 19 de maig de 1973 a Bristol. Va estudiar medicina a la Universitat de Gal·les (que actualment forma part de la Universitat de Cardiff) i l'any 1997 es va graduar amb una llicenciatura en medicina, cirurgia i anatomia. Va començar treballant per al servei nacional de salut i posteriorment va ser professora d'anatomia clínica i d'embriologia a la Universitat de Bristol durant onze anys. Després de set anys de recerca, l'any 2008 va obtenir el doctorat en paleopatologia.
Des del 2012 treballa a la Universitat de Birmingham com a professora d'anatomia clínica i d'anatomia evolutiva humana. A la vegada, forma a cirurgians i antropòlegs físics. Igualment, té un paper rellevant en el món universitari en tant que professora de Compromís Públic amb la Ciència a aquesta mateixa universitat des del 2012 i presidint el Comitè de Compromís Públic amb la Ciència de la universitat. És membre destacada del Centre d'Excel·lència en Ensenyament i Aprenentatge en Ciències Mèdiques Aplicades i Integrades del Regne Unit.
A més de la paleopatologia, la seva recerca inclou l'osteoarqueologia i l'anatomia clínica. Així, és membre del Grup de Recerca en Osteoarqueologia de Bristol, que ofereix un servei d'informació i consultoria osteològica per a unitats arqueològiques i museus, i de l'Associació Britànica d'Antropologia Biològica i Osteoarqueologia (BABAO).
Igualment, és patrona de l'Associació Humanística Britànica i del Twycross Zoo, distingida per la seva especialització en grans simis, i durant deu anys ha estat una de les organitzadores del Cheltenham Science Festival i del Clicendales 2007. Des del 2018 és membre del consell assessor del Milner Center for Evolution de la Universitat de Bath.

## Publicacions i difusió científica
Alice Roberts ha destacat com a comunicadora científica. En aquest camp, ha presentat diversos programes històrics de la BBC, ha escrit llibres de divulgació científica i ha ofert xerrades i conferències per al públic general.
A la BBC ha presentat documentals com Incredible Human Journey, Time Team Costing the Earth, Digging for Britain e Extreme Archaeology, amb l'arqueologia i l'evolució de l'home com a temàtiques principals, així com també Dr. Alice Roberts: Don't Die Young.
Algunes de les seves publicacions:

### Llibres
- (en) Alice Roberts, The Complete Human Body, Londres, Dorling Kindersley, 2010 (ISBN 978-1-4053-4749-5)
- (en) Alice Roberts, The Incredible Human Journey, Londres, Bloomsbury Publishing plc, 2009 (ISBN 978-0-7475-9839-8)
- (en) Alice Roberts, Don't Die Young: An Anatomist's Guide to Your Organs and Your Health, Londres, Bloomsbury Publishing plc: London, 2007, ISBN 978-0-7475-9025-5)
- (en) Kate Robson-Brown i Alice Roberts (eds.), BABAO 2004: Proceedings of the 6th Annual Conference of the British Association for Biological Anthropology and Osteoarchaeology, University of Bristol, Oxford, England, British Archaeological Reports, 2007 (ISBN 978-1-4073-0035-1, LCCN 2007386532)

### Articles
- (en) Alistair M. Lockwood et Alice M. Roberts, « The anatomy demonstrator of the future: An examination of the role of the medically-qualified anatomy demonstrator in the context of tomorrow's doctors and modernizing medical careers », Clinical Anatomy, vol. 20, no 4, 2007, p. 455–459 (PMID: 17072876, doi:10.1002/ca.20427
- Alice Roberts, K. Robson-Brown, J.H. Musgrave et I. Leslie, « A case of bilateral scapholunate advanced collapse in a Romano-British skeleton from Ancaster », International Journal of Osteoarchaeology, vol. 16, no 3, 2006, p. 208–220, ISSN 1099-1212, DOI doi:10.1002/oa.817

## Premis i distincions
És membre honorària de la British Science Association (2011) i membre de la Royal Society of Biology. Ha rebut doctorats honoraris de la Royal Holloway University de Londres, la Bournemouth University, la Sussex University i l'Open University.
El 2014 el Science Council va seleccionar Roberts un dels seus exemples més importants de científics en actiu del Regne Unit. Durant aquell mateix any va ser presidenta de l'Associació per a l'Educació Científica.
Va ser guardonada Humanista Britànic de l'Any 2015 per la seva tasca de promoció de l'ensenyament de l'evolució a les escoles.
L'any 2020 va guanyar el Royal Society David Attenborough Award and Lecture.